# Toltaansalo
Toltaansalo är en ö i Finland. Den ligger i sjön Näsijärvi och i kommunen Ylöjärvi i den ekonomiska regionen Tammerfors och landskapet Birkaland, i den södra delen av landet, 190 km norr om huvudstaden Helsingfors. Öns area är 11,6 hektar och dess största längd är 0,7 kilometer i sydöst-nordvästlig riktning.